# Peggy Jane de Schepper
Pour les articles homonymes, voir Schepper.
Peggy Jane de Schepper, née le 18 janvier 1971 à Amsterdam, est une actrice néerlandaise.

## Filmographie

### Cinéma et téléfilms
- 1994 : Oude Tongen (nl) : La crâneuse asiatique
- 1996 : 12 steden, 13 ongelukken (nl) : Kim
- 1998 : FL 19,99 (nl) de Mart Dominicus : Sofie Hofstra[2]
- 1998 : Inspecteur de Cock (Baantjer) : Nicole Kemper
- 1998 : Unit 13 (nl) : Saskia
- 1999 : Westenwind (nl) : Britt
- 2000 : Hij & Julia : Miriam
- 2001 : De laatste dag van Alfred Maassen de David Lammers[3]
- 2001 : Kwartelhof : Tanja
- 2001 : SamSam (nl) : Moniek
- 2001 : Dok 12 : Els
- 2001-2002 : Goede tijden, slechte tijden : Gwen Faber
- 2001-2004 : Costa! (nl) de Johan Nijenhuis : Angela[4]
- 2002 : Echt Waar?! (nl) : Roos
- 2002-2003 : Gemeentebelangen (nl) : Odette van Weezel
- 2003 : Bergen Binnen (nl) : Anna
- 2004 : Stratosphere Girl de Matthias X. Oberg : Larissa[5]
- 2004 : Missie Warmoesstraat (nl) : Sharon
- 2005 : Lieve lust (nl) : Lisa
- 2006 : Nachtrit (nl) de Dana Nechushtan : Elize[6]
- 2006 : Spoorloos verdwenen (nl) : Katja Klein
- 2006 : Paid : Nancy
- 2007 : Zoop in Zuid-Amerika (nl) : Deux rôles (Mida et Carla de Mesquita)
- 2009 : Zeg 'ns Aaa (nl) : Mimi van Ravenstein
- 2010 : Sekjoeritie : Christel
- 2010-2013 : Penoza (nl) : Hanneke de Rue-Bannink
- 2011 : Mijn vader is een detective: De wet van 3 (nl) de Will Wissink[7]
- 2011 : Lotus (nl) : Natasja